# Vanås slott
Vanås (även Wanås; uttal [²vanːˌoːs]) är ett slott, tidigare fideikommissegendom i Gryts socken i Östra Göinge kommun. I anslutning till slottet finns skulpturparken Wanås Konst. Slottet blev byggnadsminnesförklarat 1980.

## Historia
Vanås slott ligger väster om Knislinge, ett par mil norr om Kristianstad. De äldsta delarna härstammar från 1400-talet. Under Nordiska sjuårskriget 1563–1570 skövlades och brändes huvudbyggnaden av svenska trupper men återställdes av Sten Bille cirka 1566. Slottet fick sitt nuvarande utseende vid ombyggnaden år 1900. Herrgårdsalléerna och slottsdammen, samt den engelska parken och orangeriet anlades omkring 1800.[källa behövs]
Gården var känd på 1440-talet med namnet Watnaas, åsen vid vattnet. Den tillhörde då väpnaren Eskil Åkesson. I slutet av 1400-talet och början av 1500-talet tillhörde Wanås släkten Brahe. Deras trohet mot den avsatte Kristian II ledde till att godset drogs in till danska kronan, som 1525 sålde det till Claus Bille. Från hans släkt kom Vanås genom köp till landshövding Malte Juuls änka Anna Ramel. Genom donation tillföll slottet den pommerska släkten Putbus.
1756 köptes Wanås av landshövding Carl Axel Hugo Hamilton (född 1722, död 1763). Hans änka Betty, född Jennings, gjorde Vanås till fideikommiss för sin dotterson, greve Carl Axel Wachtmeister av Johannishus, vilken tillträdde godset 1801.[källa behövs]
Samma släkt äger fortfarande godset, men fideikommisset är numera avvecklat sedan siste fideikommissarien kabinettkammarherren greve Gustaf Wachtmeister af Johannishus avlidit 1978. Nuvarande ägare är greve Carl-Gustaf Wachtmeister, gift med Marika Wachtmeister, grundare av Wanås Konst.[källa behövs]